# Thomas J. Turner

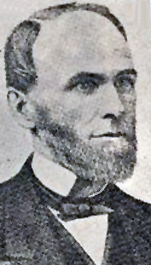
Thomas J. Turner

Thomas Johnston Turner (* 5. April 1815 im Trumbull County, Ohio; † 4. April 1874 in Hot Springs, Arkansas) war ein US-amerikanischer Politiker. Zwischen 1847 und 1849 vertrat er den Bundesstaat Illinois im US-Repräsentantenhaus.

## Werdegang
Thomas Turner besuchte die öffentlichen Schulen seiner Heimat. Im Jahr 1825 zog er mit seinen Eltern in das Butler County in Pennsylvania. Seit 1838 lebte er in Freeport (Illinois). Nach einem Jurastudium und seiner 1840 erfolgten Zulassung als Rechtsanwalt begann er in Freeport in diesem Beruf zu arbeiten. Im Jahr 1842 wurde er Richter am Nachlassgericht im Stephenson County; 1844 wurde er Posthalter in Freeport. 1845 wurde er Bezirksstaatsanwalt. Turner gründete auch die erste Wochenzeitung im Stephenson County.
Politisch war er Mitglied der Demokratischen Partei. Bei den Kongresswahlen des Jahres 1846 wurde er im sechsten Wahlbezirk von Illinois in das US-Repräsentantenhaus in Washington, D.C. gewählt, wo er am 4. März 1847 die Nachfolge von Joseph P. Hoge antrat. Bis zum 3. März 1849 konnte er eine Legislaturperiode im Kongress absolvieren. Diese war von den Ereignissen des Mexikanisch-Amerikanischen Krieges geprägt.
Im Jahr 1854 wurde Turner Abgeordneter und Präsident im Repräsentantenhaus von Illinois; 1855 wurde er Bürgermeister von Freeport. Im Frühjahr 1861 gehörte er einer Verhandlungskommission an, die in der Bundeshauptstadt Washington erfolglos den Ausbruch des Bürgerkrieges zu verhindern suchte. Nach Ausbruch des Krieges diente er in den Jahren 1861 und 1862 als Oberst im Heer der Union. Dann musste er aus gesundheitlichen Gründen den Militärdienst quittieren. Im Jahr 1863 nahm er als Delegierter an einer Versammlung zur Überarbeitung der Verfassung von Illinois teil; 1871 kandidierte er erfolglos für den US-Senat. Im selben Jahr zog er nach Chicago. Er starb am 4. April 1874 in Hot Springs und wurde in Freeport beigesetzt.